# Сура Аль-Кагф
Сура Аль-Кагф (араб. سورة الكهف‎) або Печера — вісімнадцята сура Корану. Мекканська, містить 110 аятів.